# ناپلئون سروری
ناپلئون سروری (زاده ۱۹۰۸ - درگذشته ۱۹۷۰)، طراح پلاکارد و گرافیست ارمنی‌تبار اهل ایران بود.

## زندگی‌نامه
وی با نام اصلی ناپلئون سارواریان (به ارمنی: Նապոլեոն Սարւարեան) در سال ۱۹۰۸ میلادی (۱۲۸۷ خورشیدی) در تهران به دنیا آمد همچون برادر کوچکترش موشق سروری تحصیلات ابتدایی و متوسطه را در «مدارس ارامنه تهران» گذراند سپس در سال ۱۳۰۱ عازم ارمنستان شد و تحصیلات عالیه‌اش را در رشته تئاتر به پایان برد.
پس از بازگشت همراه برادرش آتلیه‌ای گرافیکی تأسیس کرد. او علاوه بر فعالیت‌های تبلیغاتی ساخت آرم و نشانه و اعلان برای سردر سینماها؛ در زمینه تئاتر نیز فعالیت داشت و نمایش‌های گوناگونی را روی صحنه کارگردانی کرد. او علاوه بر طراحی و ساخت دکورهای نمایشنامه‌های خودش برای نمایش‌های دیگران نیز دکورهای عظیم و بی نظیری ساخته است. وی در سال ۱۹۷۰ (۱۳۴۹) درگذشت.

## نمایش

### ترجمه
- افسانهٔ زمستانی
- توراندخت
- مادموازل فی فی
- هر چه پیش آید خوش آید

### (ترجمه) و کارگردانی
- برای شرف - آلکساندر شیروانزاده - رضا آذرخشی - ۱۳۲۲ - ناپلئون (موشق) سروری - تماشاخانهٔ هنر
- په پو - سوندوکیان - ن. سروری - ۱۳۲۳ ناپلئون سروری - تماشاخانهٔ تهران
- شکست روحیه - لاورفف دژژ - ن. سروری - ۱۳۲۵
- په پو - سوندوکیان - ن. سروری - ۱۳۳۳ - تئاتر نو

## نو (تئاتر نو)
کتابشناسی سالن‌های نمایش در تهران - نویسنده: حیدری، آزیتا؛ پاییز ۱۳۷۰ - شماره 15 ISC (۶۰ صفحه - از ۲۲۱ تا ۲۸۰)
از ۱۳۲۸ تا ۱۳۳۲ - ناپلئون سروری - غیردولتی - کوچه استانبول
- گروه سروری
- حراج یک بوسه، پیس دختر لر، آرشین مالالان
- بعد از کودتای ۲۸ مرداد و درگیری‌های سیاسی مردم، تئاتر نو ورشکست شد و بعد از متدی نیز دچار حریق شد و از بین رفت.